# Socijalistička Autonomna Pokrajina Kosovo
Socijalistička Autonomna Pokrajina Kosovo bila je autonomna pokrajina Socijalističke Federativne Republike Jugoslavije (SFRJ) u sastavu Socijalističke Republike Srbije. Nakon raspada SFRJ preimenovana je u Autonomna Pokrajina Kosovo i Metohija. 
Autonomija je uspostavljena zbog Albanaca, koji su bili najbrojniji ne-slavenski narod u SFRJ. Nakon raspada SFRJ, autonomija je ukinuta. Prije se nazivala Autonomna Kosovsko-metohijska oblast ili Kosovsko-metohijska autonomna oblast.
U kolovozu 1945. počela je nacionalizacija zemlje. Do 1947. obnovljeno je sve što je ratom opustošeno. Podignute su nove industrijske grane: kemijska industrija i industrije gume, papira i droge. Rekonstruirane su i modernizirane ceste i željeznice, a otvaranjem zračne luke u Prištini uvodi se zračni promet.